# Gefechtshelm (Bundeswehr)
Als Gefechtshelm der Bundeswehr wird ein militärischer Kopfschutz aus Stahl oder Aramid bezeichnet, der erstmals 1956 unter der bis 1992 üblichen Bezeichnung Stahlhelm eingeführt worden ist. Der Helm kann Teil des Kampf- beziehungsweise Feldanzugs sein und wird von allen Waffengattungen der Bundeswehr getragen.
Der Bundeswehrhelm war zur Zeit seiner Einführung ein Politikum. Den Forderungen des Militärs nach einem nachhaltigen Kopfschutz für die Soldaten wurde nur sehr zögerlich nachgekommen. Der Helm für die Bundeswehr sollte unter keinen Umständen auf Konstruktionen beruhen, die bis 1945 entwickelt worden waren beziehungsweise an die Zeit des Nationalsozialismus erinnerten. Die Mängel des bei der Bundeswehr über Jahrzehnte eingesetzten Stahlhelms, der nach US-amerikanischem Muster konstruiert war, wurden durch Kompromisse beim Helminnenfutter abgemildert.
Für den aktuellen Gefechtshelm M92 aus Aramid, der 1992 eingeführt wurde, galten diese politischen Bedenken nicht mehr. Der Helm sollte unter Erfüllung der modernsten militärischen Anforderungen auch alle Vorteile des Stahlhelms M35 in sich vereinigen.

## Stahlhelm M56

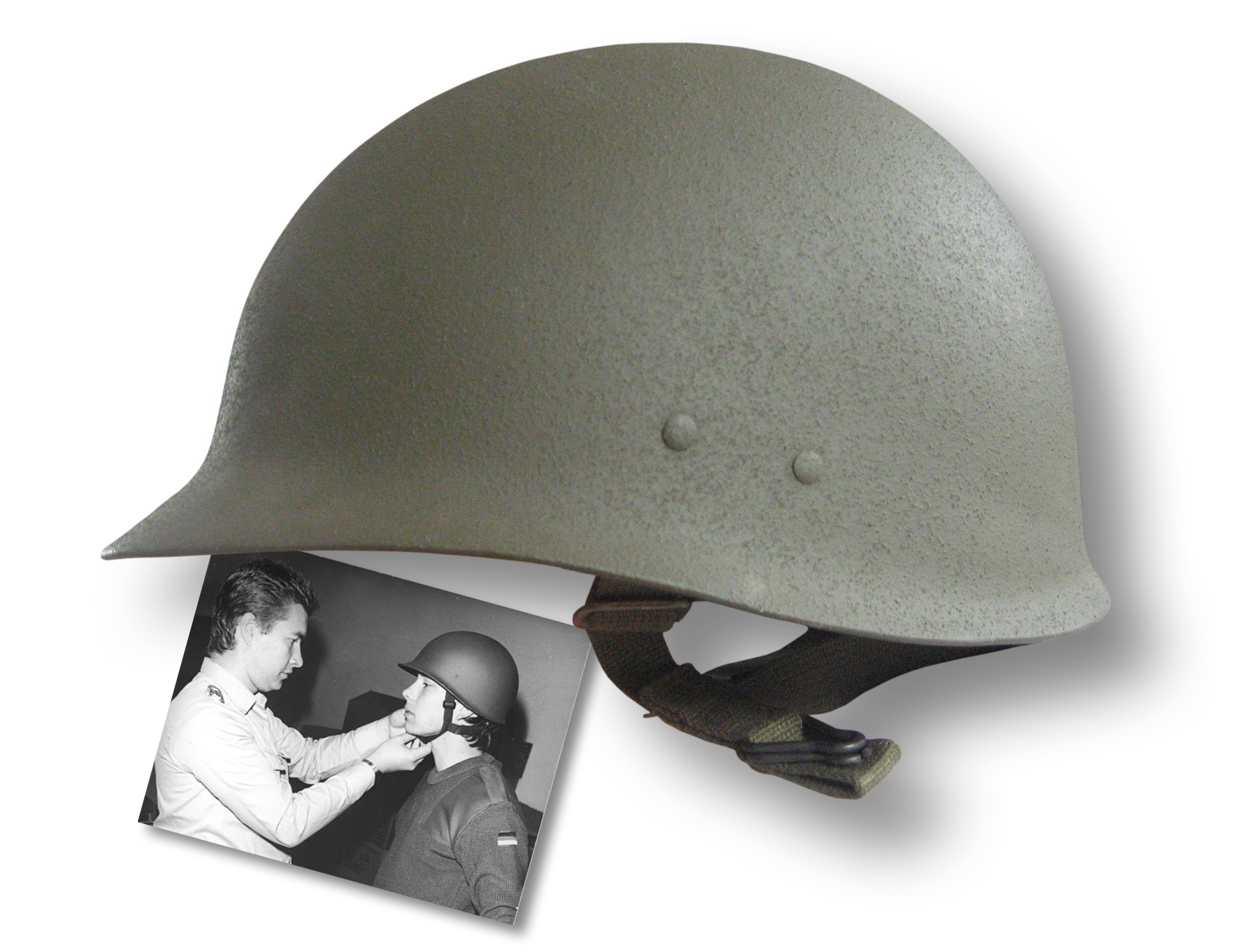
Bundeswehr-Stahlhelm, wie er in ähnlicher Form ab 1956 getragen wurde. Die Ausmusterung begann 1992.

Im Vorfeld der Bundeswehrgründung wurde eingehend über das Erscheinungsbild des deutschen Soldaten in Hinblick auf dessen Vergangenheit während der Zeit des Nationalsozialismus diskutiert. Dabei wurden sehr schnell Schlussfolgerungen gezogen, die abseits aller militärischen Erwägungen politisch motiviert waren. So sollte unter anderem insbesondere von den Truppen befreundeter Länder kein Anstoß an der neuen Uniformierung und dem Auftreten der Soldaten genommen werden können, der diese in irgendeiner Form an die Wehrmacht erinnern könnte. Auf Grundlage der Überlegungen und Beschlüsse, die in der Dienststelle Blank und in Bundestagausschüssen, insbesondere im Unterausschuß III (Disziplinarordnung) und dem Sicherheitsausschuss, getroffen wurden, war jeder Versuch, den Stahlhelm M36 wieder einzuführen, von vorneherein zum Scheitern verurteilt. Die zu schaffenden Traditionen der Bundeswehr sollten im Spiegelbild der US-Armee entwickelt werden.
Nach der Gründung der Bundeswehr wurde am 1. Oktober 1955 die Einfuhrgenehmigung für einen in Belgien hergestellten, leicht veränderten US-amerikanischen Stahlhelm M1 erteilt, der ab Juni 1956 zur Truppe kam. Kurze Zeit später wurde der zweiteilige Helm in Deutschland nachgebaut. Ausschlaggebend für diese Wahl war die Arbeit der Dienststelle Blank gewesen, die von Oktober 1950 bis 1955 unter anderem für die Uniformierung einer zukünftigen deutschen Armee zuständig war. Die optische Annäherung an das US-Vorbild sollte auch die Westbindung der Bundeswehr während des Kalten Krieges deutlich machen. Der neue, rund 1,5 kg schwere, zweiteilige Helm, der aus Manganhartstahl bestand, besaß einen grauen bzw. grünen, faserverstärkten Kunststoffinnenhelm mit einem Webband-Helmfutter; über den Innenhelm wurde die eigentliche Stahlhelmkalotte gestülpt. Den mit Spezial-Phenolharzen getränkten und gefärbten Baumwollgewebebändern des Innenhelms waren maximal 20 Prozent Chemiefasern beigemischt.
Im Gegensatz zu den ausgereiften einteiligen deutschen Stahlhelmen M35 bis M42 mit dem Innenfutter M31 bot das zweiteilige amerikanische Konzept weniger Schutz und konnte aufgrund von Konstruktionsmängeln dem Träger während des Schießens, Anschleichens oder in anderen bedrohlichen Situationen leicht über die Augen rutschen. Darüber hinaus hatte sich gezeigt, dass die deutschen Hersteller des Stahlhelms und die Dienststelle Blank die Schwierigkeiten bei der Stahlbereitung und Fertigung unterschätzt hatten. Bereits während des regulären Dienstbetriebs zeigte der Stahl Beulen und Dellen, die nicht mehr zu entfernen waren. Die negativen Eigenschaften des neuen deutschen Helmstahls zeigten sich insbesondere bei Güteprüfbeschuss. Dort wurden die zulässigen Einbeultiefen überschritten. Um den Aufbau der Bundeswehr nicht einschränken zu müssen, wurden die seit 1956 festgelegten Vorgaben der Vorläufigen Technischen Lieferbedingungen aufgeweicht.
Das Problem war erkannt, doch wurden die Anfragen der Industrie, noch 1957 zum bewährten deutschen Stahlhelm M35 zurückzukehren, abgelehnt, da dieser nach Meinung der Verantwortlichen „zu viele grade Flächen“ gehabt habe und somit ihrer Meinung nach den Anforderungen nicht mehr entsprach. Diese politisch motivierte Argumentation wurde in der Bundesrepublik jedoch nicht durchgehend vertreten, da der 1951 aufgestellte paramilitärisch organisierte Bundesgrenzschutz (BGS) mit seinem Helm M35/53 unmittelbar auf den einteiligen deutschen Stahlhelm M35 bis M42 zurückgriff.

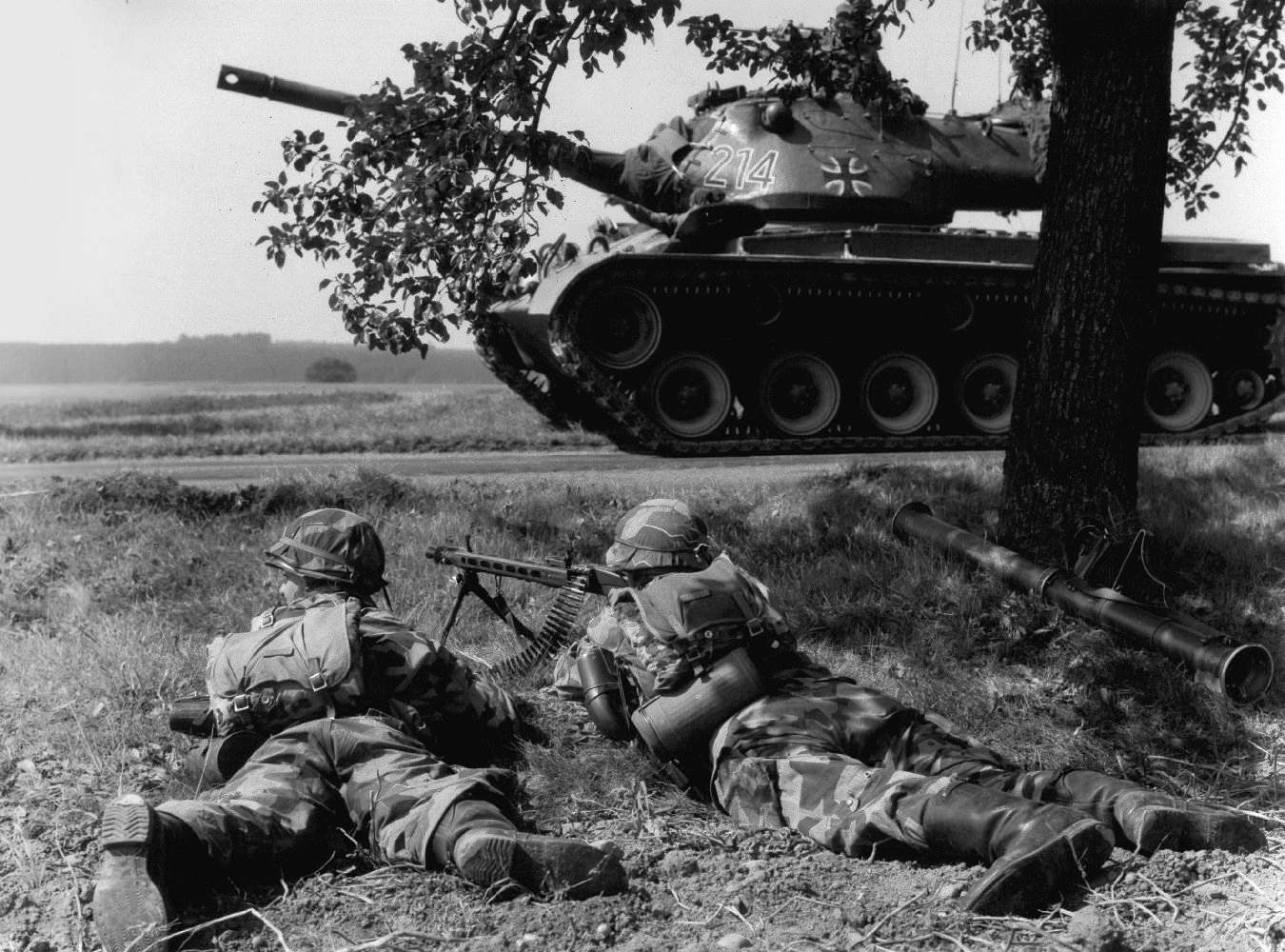
Soldaten der Bundeswehr 1960 im Splittertarn-Kampfanzug und entsprechenden Helmtarnbezügen

Ergebnis der Gespräche über eine Verbesserung des Helms war ein Kompromiss. Das bewährte einteilige deutsche Helmkonzept wurde wieder aufgegriffen, gleichzeitig aber an der politischen Entscheidung für den US-Stahlhelm nicht gerüttelt. Zudem sollten die Schwächen beim Stahl der Kalotte beseitigt werden. Auf der europaweiten Suche nach einem geeigneten Hersteller für eine Kalotte aus hochwertigem Helmstahl und besserem Beschussverhalten wurden die Verantwortlichen 1958 in Schweden fündig. Bereits im August 1958 erteilte der damalige Verteidigungsminister Franz Josef Strauß die Genehmigung zur Einführung eines neuen, einteiligen Helms.
Am 5. Januar 1959 wurde die Einfuhrgenehmigung für einen Großtest mit den schwedischen Stahlhelmen ausgestellt. Bis zu diesem Zeitpunkt waren von dem Bundeswehr-Stahlhelm M56 zwischen Juni 1956 und Oktober 1958 rund 190.000 Stück hergestellt worden, von denen rund 180.000 Exemplare von deutschen Firmen geliefert wurden.
Für Paraden und Postenstehen (Protokollhelm) wurde 1956 ein Helm der Firma Schuberth aus Kunststoff eingesetzt, der nur 235 Gramm wog. Zum Stahlhelm gab es neben Tarnnetzen auch einen Stoffüberzug im Splittertarnmuster der Bundeswehr.

## Stahlhelm M 1A1 (M60, M62, M62 modifiziert)

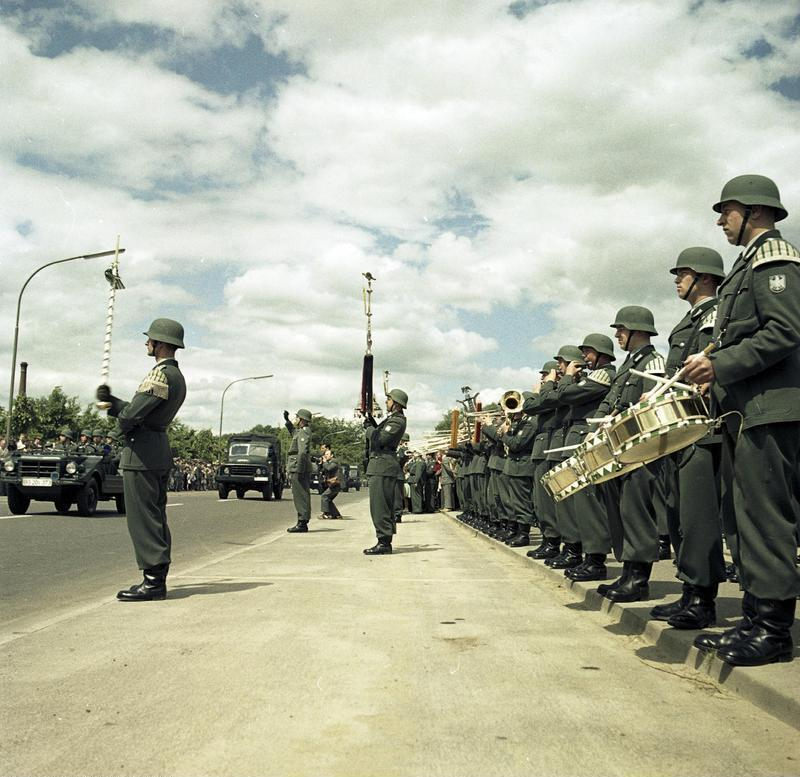
Der parallel zum Bundeswehrhelm getragene Stahlhelm des Bundesgrenzschutzes

Für den Großtest mit rund 40.000 Stück wurde die von der schwedischen Eskiltuna Stålpressnings AB hergestellte Kalotte aus rostfreiem Nickelstahl 1959 eingeführt. Im Gegensatz zum bisherigen deutschen Stahlhelm M56, der nur eine dünne Stahlschicht aufwies, ließ die schwedische Armee ihre Helme aus einer massiven Stahlplatte fertigen. Man stellte zudem fest, dass bei der schwedischen Legierung weniger Echo beim Sprechen verursacht wurde als beim bisherigen Helm. Das lederne Innenfutter FJ 60 mit Vierpunktaufhängung und l-förmiger Kinnberiemung war eine deutsche Entwicklung und wurde von der Firma Römer hergestellt. Als M53 (I 53) war diese Innenausstattung ursprünglich für die Helme des BGS entwickelt worden und somit dem Innenfutter M31 ähnlich. In dieser Ausführung gingen 200.000 Exemplare an die Truppe, bevor im Oktober 1961 der gleichfalls aus Schwedenstahl gefertigte M 1A1 (M60) bei der Bundeswehr eingeführt wurde. An der Kalotte hatte sich nichts geändert, doch wurde nun das Innenfutter mit einer Einpunktaufhängung durch eine Zentralschraube fixiert. Diese Form der Aufhängung hatte sich Schuberth 1953 patentieren lassen. Das entsprechende Patent war 1954 veröffentlicht worden. Das Gewicht dieses Helmes lag je nach Größe zwischen 1,2 und 1,4 kg. Der M60 besaß wie seine Nachfolger einen matten Rauanstrich in Gelboliv RAL 6014.
Im Jahr 1962 kam mit dem M62 und dem Helmfutter I 60 eine erste überarbeitete Version des M 1A1 an die Truppe. Hersteller der Helmkalotte war zunächst die Firma VDN/Busch Vereinigte Deutsche Nickelwerke AG, daneben erhielten auch die Firmen PSL (Paul Schulze, Lübeck) und SW (Schuberth Helme) Großaufträge. Mit diesem Helm kam auch eine neue Innenausstattung zur Truppe. Dieses Futter mit der firmeninternen Bezeichnung I 60 wurde von der Firma Schuberth hergestellt und glich in der Lederverarbeitung noch stärker dem Innenfutter M31.
Zu Beginn der 1970er Jahre wurde mit verschiedenen Helmfuttervarianten des M 1A1 experimentiert. Nach Änderung der Einführungsgenehmigung vom 6. Mai 1981 wurde der M 1A1 modifiziert (M62 modifiziert) vorgestellt. Er stellt die letzte Einwicklungsstufe des Bundeswehrhelms M 1A1 dar und besaß ein von den Schuberth-Werken entwickeltes Nackenstück aus Kunststoff sowie einen V-förmigen Kinnriemen mit Dreipunktbefestigung, der für einen noch zuverlässigeren Halt des Helmes auf dem Kopf des Trägers sorgen sollte. Dieses von den Fallschirmjägern in den 1930er Jahren wiederentdeckte Konzept war erstmals erfolgreich von den römischen Legionen jahrhundertelang eingesetzt worden.
Auch zu all diesen Stahlhelmvarianten gab es neben Tarnnetzen eine Zeitlang teilweise Stoffüberzüge im Splittertarnmuster der Bundeswehr.

## Stahlhelm M 1A1LL
Nach Einführung der in Belgien produzierten Variante des US-Helms bei den Fallschirmjägern wurde rasch deutlich, dass er den Anforderungen der Truppe nicht genügte. Neben dem unzulänglichen Infanteriehelm experimentierte die Bundeswehr daher ausgiebig auch an einem geeigneteren Helm für die Fallschirmjäger. Es erfolgte eine Reihe von Tests mit diversen Helmvarianten, speziell auch auf Basis des deutschen Fallschirmjägerhelms M38, dessen jüngste Weiterentwicklung aus Manganhartstahl 1957 bei einem Großtest von Fallschirmjägern und motorisierten Truppen erfolgreich getestet wurde. Dabei wurde festgestellt, dass sich die amerikanische Form des Helmes „praktisch nicht bewährt“ hatte und die Truppe „einen ‚brauchbaren Helm‘ verlangte“. Letztendlich setzte sich gegen besseres Wissen wiederum die amerikanische Helmkalotte, jetzt mit „eingedeutschter Innenausstattung“ als Stahlhelm M 1A1LL durch. Nachdem im November 1959 die Bestellung für einen Fallschirmjägerhelm erteilt worden war, erfolgte im August 1961 die Auslieferung mit einer Innenausstattung, welche die Firma Schuberth lieferte.
Im Gegensatz zur Bundeswehr führte die im September 1972 aufgestellte Grenzschutzgruppe 9 (GSG 9) zunächst den bewährten Fallschirmjägerhelm M38 ein. Beim Helmfutter wurde ebenfalls auf die modernisierte Variante der Firma Schuberth zurückgegriffen, die beim M62 eingesetzt worden war. Auch bei dieser politischen Entscheidung zählten nicht die Vorbehalte zu Vorkriegshelmkalotten, die es für die Bundeswehr gab.

## Gefechtshelm M92

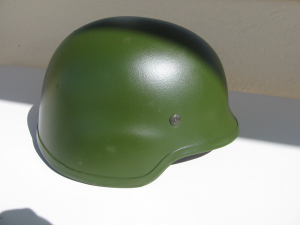
Der 1992 eingeführte Gefechtshelm aus Aramid. Hier in der Version des ehemaligen Bundesgrenzschutzes
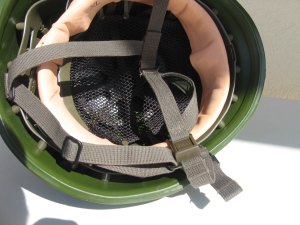
Innenausstattung desselben Helms

Neben den stetigen Verbesserungen am Stahlhelmfutter beauftragte das Bundesamt für Wehrtechnik und Beschaffung, das 1957 die Nachfolge der Dienststelle Blank angetreten hatte, im Auftrag des Bundesministeriums der Verteidigung seit Ende der 1960er Jahre die Industrie damit, neue Helmkonzepte zu untersuchen. Um eine höhere Beschussfestigkeit zu erzielen, wurde unter anderem mit Titan experimentiert. Jedoch blieb zu dieser Zeit der Einsatz von Titanhelmen aufgrund der hohen Produktionskosten unwirtschaftlich. Andererseits waren die Kunststoffe zum damaligen Zeitpunkt noch nicht ausgereift genug, um den militärischen Anforderungen zu genügen. Auch Verbundwerkstoffe wurden überprüft.
Neben verbesserten ballistischen Eigenschaften erhoffte man sich auch Gewichtsvorteile. Nachdem bereits etliche Armeen der Welt mit neuentwickelten Helmen aus Aramid ausgerüstet worden waren, befasste sich auch der Bundestag 1986 mit dieser Frage. Es wurde festgestellt, dass „die Vorteile eines Kampfhelms aus Aramid gegenüber dem herkömmlichen Stahlhelm der Bundeswehr […] längst erwiesen“ seien. Außer der US-Army, den israelischen und britischen Streitkräften hatten damals schon viele Anti-Terror-Einheiten einen Aramid-Helm eingeführt.
Die mit der Entwicklung befasste Firma Schuberth orientierte sich an dem 1975 entwickelten und 1983 erstmals eingeführten PASGT-Helm (PASGT = Personal Armor System for Ground Troops – Persönliches Rüstungssystem für Bodentruppen) der US-Army, der aus 29 Lagen der Aramidfaser Kevlar bestand. 

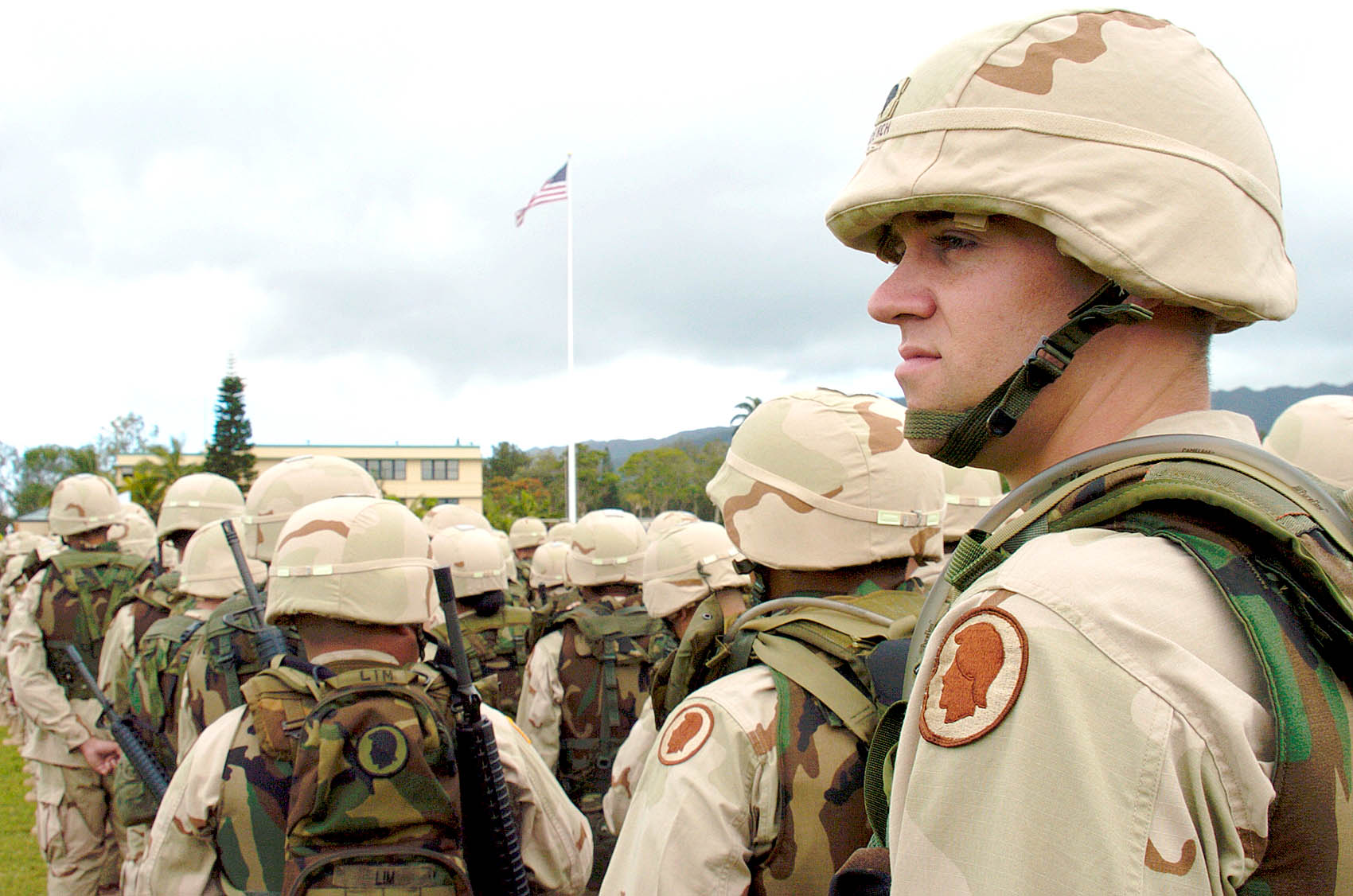
PASGT-Helm "Fritz"

Während der US-Invasion in Grenada hatten die amerikanische Soldaten die Öffentlichkeit erstmals mit ihrem neuen Kunststoffhelm überrascht, der im Profil deutliche Anleihen an den deutschen Stahlhelm M35 nahm und von den GIs den Spitznamen „Fritz“ erhielt. Da dieser moderne US-Helm bewusst die bewährte Form des deutschen Stahlhelms M35 aufgriff und modern interpretierte, gab auch der neue, mit der Kodierung 10797 bezeichnete deutsche Gefechtshelm, der am 15. Januar 1992 eingeführt wurde, die alte amerikanische Linienführung auf und näherte sich optisch dem M35 an. Die Entwicklungskosten bezifferten sich auf 2,64 Millionen DM. Im Einführungsjahr des neuen Helms wurden 14.500 Exemplare ausgeliefert. 9.100 kamen von Schuberth, der Rest von dem spanischen Anbieter Induyco. Auch der Aramid-Helm hat Nachteile. So ist das Material gegenüber Stahl nicht kratzfest und nicht mehr als Sitzgelegenheit nutzbar.
An den Gefechtshelm M92 können vielfältig nutzbare Zusätze angebracht werden wie ein eingebautes Funkgerät, ein Infrarotsichtgerät und ähnliches.
Im Jahr 2015 wurde bekannt, dass alle 328.000 Helme, die der spanische Hersteller Induyco seit 1992 an die Bundeswehr geliefert hatte, mit mangelhaften, nicht beschussfesten Befestigungsschrauben für das Innenfutter ausgestattet waren. Dies erforderte Reparaturen der bis dahin noch eingesetzten Helme.
Für den M92-Gefechtshelm sind im Einsatz und bei Übungen Überzüge aus verschiedenen Tarnstoffen üblich.

## Ops-Core-Helm „Fast“

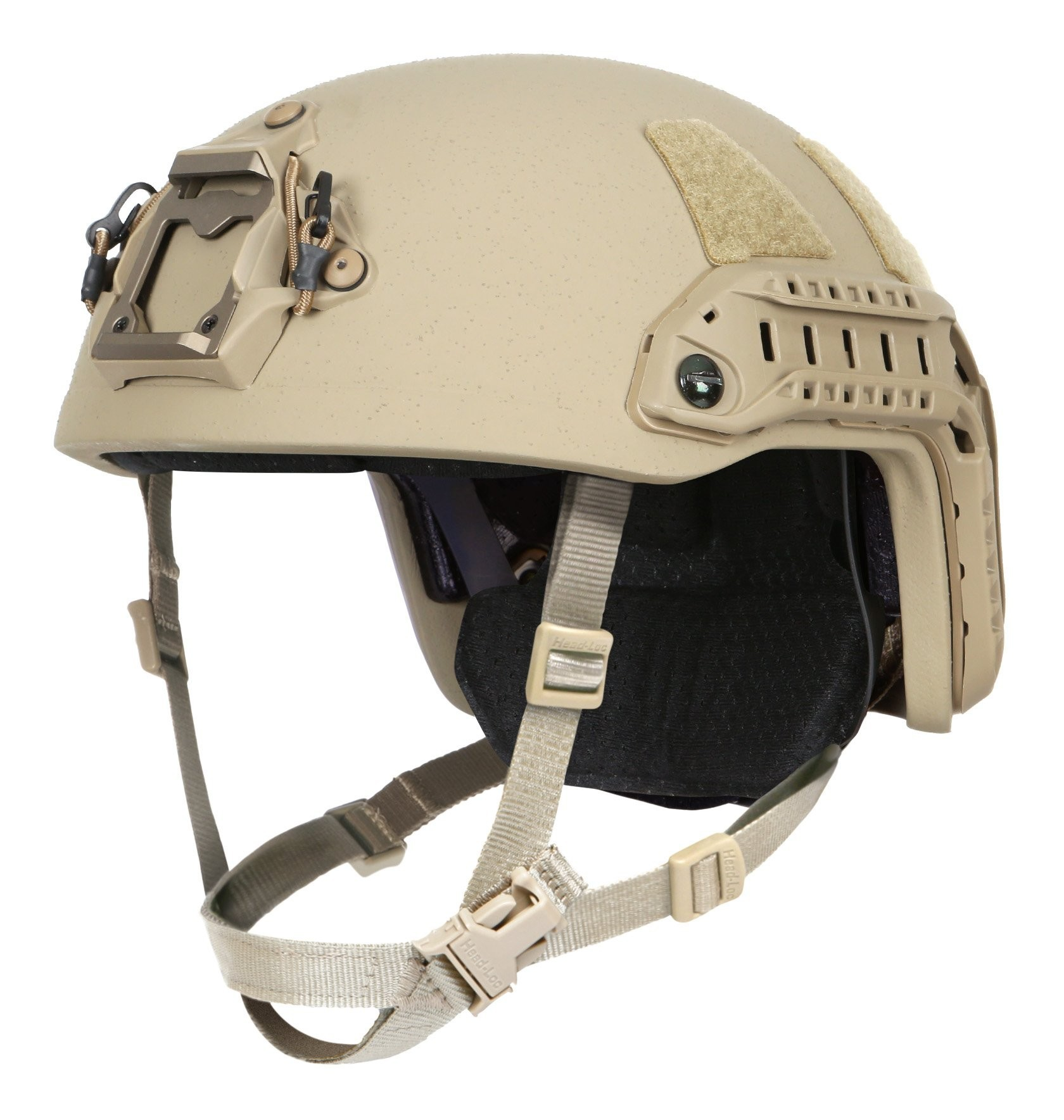
Ops-Core Future Assault Shell Technology (FAST)-Helm

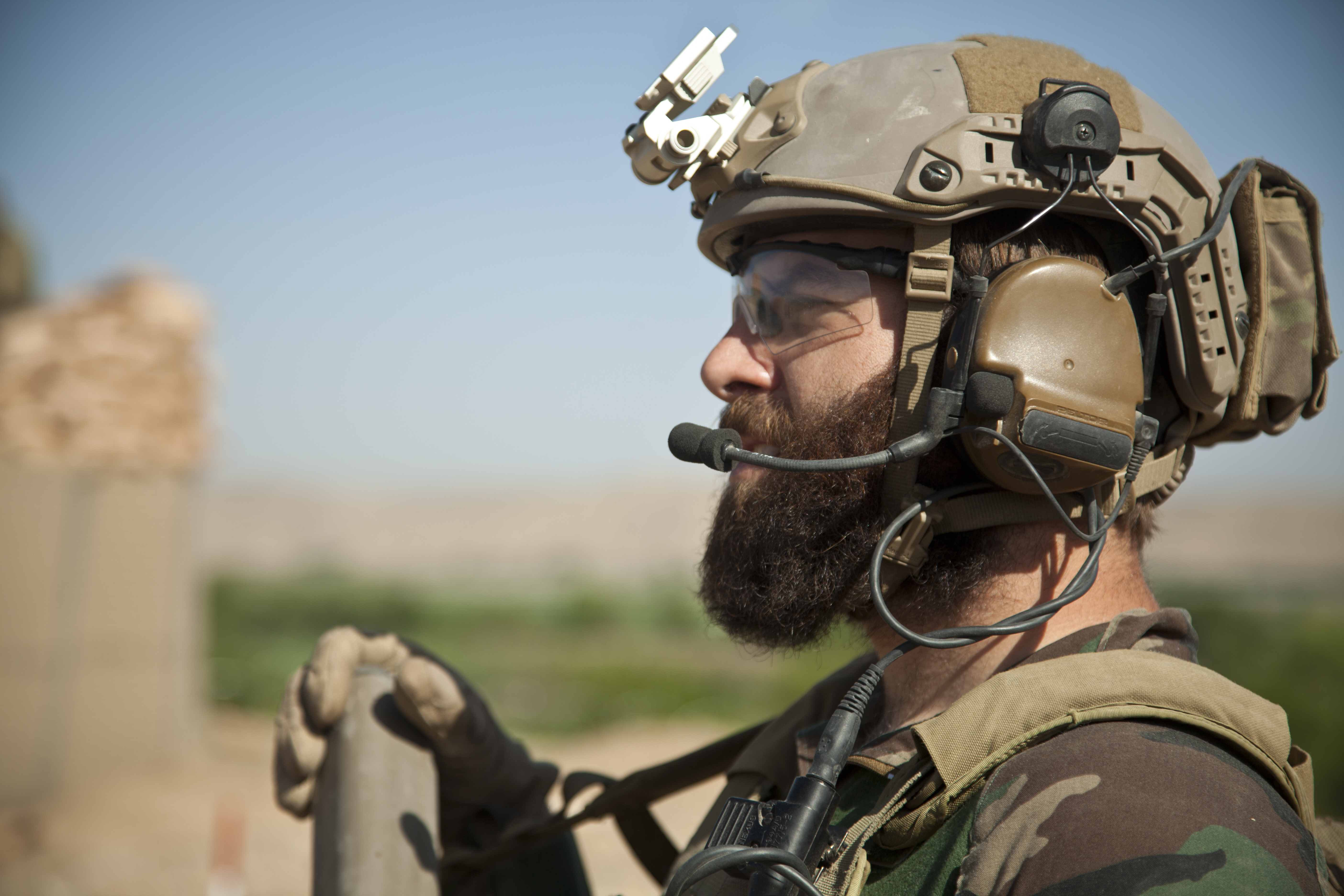
MARSOC-Mitglied mit Ops-Core-Helm

Im Jahr 2013 führte die Bundeswehr im Zuge des Modernisierungsprogrammes Infanterist der Zukunft – neues System („Gladius“) bei der 3. Kompanie des Sicherungsbataillons 12 neue Spezialhelme der Modelllinie „Fast“ aus dem Vertrieb der US-amerikanischen Firma Ops-Core ein. An diesen können verschiedene Zusatzmodule angebracht werden wie eine Weißlichtlampe und eine Nachtsichtbrille. Mit Hilfe einer elektronischen Helmoptik werden dem Träger die Positionen weiterer Angehöriger seiner Einheit angezeigt. Der Helm wiegt 20 Prozent weniger als der bisherige, was mit einem Verlust an Schutzwirkung verbunden ist. Der Spezialhelm ist nämlich nicht für einen seitlichen Beschuss des Trägers ausgelegt, da die Ohren- und seitliche Schädelpartie ungeschützt bleibt, um das Anbringen von Sprechhörern zu ermöglichen. Es fehlt zudem der Nackenschutz. Auf eine Auslieferung von Helmtarnbezügen, um die Farbe des Helms an die Umgebung anzupassen, und Helmtarnnetzen mit angenähten Sackleinenstreifen oder als Mitznefet, um die Kontur des Helms im Gelände zur Tarnung aufzulösen, oder als grobmaschiges Netz zum Anbringen von natürlichem Tarnmaterial, wurde verzichtet. Der Ops-Core Fast ist darüber hinaus nur bedingt für den Fallschirmsprungdienst geeignet.